# Vízvölgyi-patak
A Damaki-patak Varbóc településen, Borsod-Abaúj-Zemplén vármegyében, mintegy 290 méteres tengerszint feletti magasságban ered. A patak forrásától kezdve délnyugati irányban halad, majd Perkupa településnél éri el a Bódva folyót.

## Part menti települések
- Varbóc
- Perkupa